# Elecciones regionales de Puno de 2022
Las elecciones regionales de Puno de 2022 se llevaron a cabo el 2 de octubre de 2022 para elegir al gobernador regional, al vicegobernador regional y al Consejo Regional para el periodo 2023-2026. La elección se celebró simultáneamente con elecciones regionales y municipales (provinciales y distritales) en todo el Perú.

## Sistema electoral
El Gobierno Regional de Puno es el órgano administrativo y de gobierno del departamento de Puno. Está compuesto por el gobernador regional, el vicegobernador regional y el Consejo Regional.
La votación se realiza en base al sufragio universal, que comprende a todos los ciudadanos nacionales mayores de dieciocho años, empadronados y residentes en el departamento de Puno y en pleno goce de sus derechos políticos.
El gobernador y vicegobernador regional son elegidos por sufragio directo. Para que un candidato sea proclamado ganador debe obtener no menos de 30 % de votos válidos. En caso ningún candidato logre ese porcentaje en la primera vuelta electoral, los dos candidatos más votados participan en una segunda vuelta o balotaje. No hay reelección inmediata de gobernadores regionales.
El Consejo Regional de Puno está compuesto por 19 consejeros elegidos por sufragio directo para un período de cuatro (4) años. La votación es por lista cerrada y bloqueada. Cada provincia del departamento de Puno constituye una circunscripción electoral. Se asigna a la lista ganadora los escaños según el método d'Hondt. La distribución y el número de consejeros regionales es la siguiente:
| Circunscripción                                                        | Escaños | Mapa |
| ---------------------------------------------------------------------- | ------- | ---- |
| Azángaro, Carabaya, Chucuito, El Collao, Puno y San Román              | 2       |      |
| Huancané, Lampa, Melgar, Moho, San Antonio de Putina, Sandia y Yunguyo | 1       |      |

## Composición del Consejo Regional de Puno
La siguiente tabla muestra la composición del Consejo Regional de Puno antes de las elecciones.
| Partidos | Partidos                                             | Consejeros |
| -------- | ---------------------------------------------------- | ---------- |
|          | Movimiento de Integración por el Desarrollo Regional | 12         |
|          | Poder Andino                                         | 3          |
|          | Frente Amplio por el Desarrollo del Pueblo           | 2          |
|          | Moral y Desarrollo                                   | 1          |
|          | Alianza para el Progreso                             | 1          |

## Elecciones internas
Los partidos políticos realizaron la convocatoria a elecciones internas (15–22 de enero de 2022) para definir a los candidatos de sus organizaciones en listas cerradas y bloqueadas. Se sometieron a elección las candidaturas a:
- Gobernador y vicegobernador regional de Puno (2 candidaturas).
- Consejo Regional de Puno (19 candidaturas).

Existen dos modalidades para la organización de las elecciones internas:
- Modalidad de elección directa: con voto universal, libre, voluntario, igual, directo y secreto de los afiliados. Fue la modalidad utilizada por Alianza para el Progreso,[5] Gestionando Obras y Oportunidades con Liderazgo[6] y Reforma y Honradez por Más Obras.[6] Las elecciones se realizaron el 15 de mayo de 2022.
- Modalidad de delegados: a través de delegados previamente elegidos mediante voto universal, libre, voluntario, igual, directo y secreto de los afiliados. Fue la modalidad utilizada por Frente Amplio para el Desarrollo del Pueblo,[6] Moral y Desarrollo,[6] Perú Libre,[7] Movimiento de Integración y Revolución Andina,[6] Somos Pueblo[6] y Frente de la Esperanza.[8] Las elecciones se realizaron el 22 de mayo de 2022.

## Partidos y candidatos
A continuación se muestra una lista de los principales partidos y alianzas electorales que participaron en las elecciones:
| Candidatura | Candidatura  | Partidos y alianzas                                                                                        | Candidatos | Candidatos             | Ideología                                                          | Resultado previo | Resultado previo | Ref.   |
| Candidatura | Candidatura  | Partidos y alianzas                                                                                        | Candidatos | Candidatos             | Ideología                                                          | Votos (%)        | Con.             | Ref.   |
| ----------- | ------------ | --- | ---------- | ---------------------- | ------------------------------------------------------------------ | ---------------- | ---------------- | ------ |
|             | FADEP        | Lista - Frente Amplio para el Desarrollo del Pueblo (FADEP)                                                |            | Hugo Supo Típula       | Regionalismo puneño                                                | 16.23%           | 2                | [ 9 ]  |
|             | MyD          | Lista - Moral y Desarrollo (MyD)                                                                           |            | Hugo Quinto Huamán     | Regionalismo puneño                                                | 8.56%            | 1                | [ 9 ]  |
|             | APP          | Lista - Alianza para el Progreso (APP)                                                                     |            | Irene Carcausto Huanca | Liberalismo económico Conservadurismo liberal Populismo de derecha | 5.30%            | 1                | [ 10 ] |
|             | PL           | Lista - Perú Libre (PL)                                                                                    |            | Adolfo Iruri Dávila    | Socialismo del siglo XXI Marxismo-leninismo Mariateguismo          | Nuevo            | Nuevo            | [ 11 ] |
|             | FE           | Lista - Frente de la Esperanza (FE)                                                                        |            | Fernando Salas Tapia   | Reformismo                                                         | Nuevo            | Nuevo            | [ 10 ] |
|             | GOOL         | Lista - Gestionando Obras y Oportunidades con Liderazgo (GOOL)                                             |            | Hugo Tapara Saya       | Regionalismo puneño                                                | Nuevo            | Nuevo            | [ 10 ] |
|             | MIRA         | Lista - Movimiento de Integración y Revolución Andina (MIRA)                                               |            | Jhomar Tonconi Quispe  | Regionalismo puneño                                                | Nuevo            | Nuevo            | [ 9 ]  |
|             | Somos Pueblo | Lista - Somos Pueblo (Somos Pueblo)                                                                        |            | Wilber Cutipa Alejo    | Regionalismo puneño                                                | Nuevo            | Nuevo            | [ 9 ]  |
|             | RH+OBRAS     | Lista - Reforma y Honradez por Más Obras (RH+OBRAS) – Reforma y Honradez (RH+) – Obras Siempre Obras (OSO) |            | Richard Hancco Soncco  | Regionalismo puneño                                                | Nuevo            | Nuevo            | [ 9 ]  |

## Campaña

### Debates electorales
| Fecha | Organizador | Sede | Moderador/a/es | P Presente S Sustituto A Ausente NI No invitado | P Presente S Sustituto A Ausente NI No invitado | P Presente S Sustituto A Ausente NI No invitado | P Presente S Sustituto A Ausente NI No invitado | P Presente S Sustituto A Ausente NI No invitado | P Presente S Sustituto A Ausente NI No invitado | P Presente S Sustituto A Ausente NI No invitado | P Presente S Sustituto A Ausente NI No invitado | P Presente S Sustituto A Ausente NI No invitado | Ref. |   |          |   |         |        |
| ----- | ----------- | ---- | -------------- | ----------------------------------------------- | ----------------------------------------------- | ----------------------------------------------- | ----------------------------------------------- | ----------------------------------------------- | ----------------------------------------------- | ----------------------------------------------- | ----------------------------------------------- | ----------------------------------------------- | ---- | - | -------- | - | ------- | ------ |
| Fecha | Organizador | Sede | Moderador/a/es | 9 de septiembre                                 | Red de Periodistas Intercultural Bilingüe       | Universidad Nacional del Altiplano (Puno, Puno) | Javier Calderón Cinthia Mendizabal              | P Supo                                          | A                                               | P Carcausto                                     | P Iruri                                         | P Tapara                                        | Ref. | A | P Cutipa | A | P Salas | [ 12 ] |

## Sondeos de opinión
Las siguientes tablas enumeran las estimaciones de la intención de voto en orden cronológico inverso, mostrando las más recientes primero y utilizando las fechas en las que se realizó el trabajo de campo de la encuesta. Cuando se desconocen las fechas del trabajo de campo, se proporciona la fecha de publicación.
Leyenda:
     Sondeo realizado en el periodo de prohibición legal de la difusión de sondeos de intención de voto.

### Intención de voto
La siguiente tabla enumera las estimaciones ponderadas (sin incluir votos en blanco y nulos) de la intención de voto.
|                               |                   |      |      |      |      |      |      |      |      |     |     |      |  |  |  |
| Elecciones regionales de 2022 | 2 oct 2022        | —    | 33.9 | 17.9 | 14.2 | 8.9  | 7.8  | 7.2  | 5.2  | 3.1 | 1.7 | 16.0 |  |  |  |
|                               |                   |      |      |      |      |      |      |      |      |     |     |      |  |  |  |
| Ipsos Perú/América            | 2 oct 2022        | ?    | 35.3 | 18.1 | 11.8 | 8.8  | –    | –    | –    | –   | –   | 17.2 |  |  |  |
| Ipsos Perú/América            | 2 oct 2022        | ?    | 35.7 | 20.1 | 11.2 | 10.3 | –    | –    | –    | –   | –   | 15.6 |  |  |  |
| Grupo Ricuy                   | 19–24 sep 2022    | ?    | 35.4 | 17.4 | 15.0 | 11.6 | 3.5  | 12.6 | 1.9  | 0.9 | 1.7 | 18.0 |  |  |  |
| Cimec Kipu                    | 20–23 sep 2022    | 2228 | 34.4 | 19.7 | 18.4 | 9.8  | –    | 4.6  | 4.9  | –   | –   | 14.7 |  |  |  |
| iConn Perú                    | 18–23 sep 2022    | ?    | 32.5 | 17.4 | 13.2 | 11.9 | 5.7  | 12.8 | –    | –   | 3.2 | 15.1 |  |  |  |
| Grupo Ricuy                   | 12–18 sep 2022    | 6101 | 32.5 | 17.7 | 15.5 | 11.1 | 5.8  | 10.9 | 3.1  | 2.0 | 1.4 | 14.8 |  |  |  |
| Ingeser M&E                   | 4–10 sep 2022     | 350  | 30.3 | 21.6 | 28.9 | 10.3 | –    | 8.8  | –    | –   | –   | 1.4  |  |  |  |
| Grupo Ricuy                   | 6–11 sep 2022     | 6101 | 24.6 | 19.0 | 14.3 | 14.0 | 7.1  | 12.7 | 1.3  | 4.4 | 2.6 | 5.6  |  |  |  |
| iConn Perú                    | 1–4 sep 2022      | 2706 | 24.9 | 25.1 | 16.5 | 11.2 | 6.3  | –    | –    | –   | 3.7 | 0.2  |  |  |  |
| Tukuy Rikuq                   | 1–31 ago 2022     | 3820 | 27.5 | 14.0 | 22.0 | 14.8 | 7.9  | 7.3  | 6.4  | –   | –   | 5.5  |  |  |  |
| Cimec Kipu                    | 25–28 ago 2022    | 1228 | 35.6 | 14.8 | 23.1 | 10.5 | –    | –    | 9.2  | –   | –   | 12.5 |  |  |  |
| GyM Sur Perú                  | 21–27 ago 2022    | 2978 | 27.6 | 27.9 | 9.9  | 9.9  | 4.8  | 11.9 | 6.3  | 1.7 | –   | 0.3  |  |  |  |
| Ojo de Águila                 | 1–13 ago 2022     | 2600 | 22.6 | 15.3 | 9.6  | 9.0  | 16.9 | 8.0  | 14.4 | –   | –   | 5.7  |  |  |  |
| iConn Perú                    | 1–6 ago 2022      | 2706 | 26.0 | 20.0 | 13.4 | 9.9  | 6.7  | 10.6 | 5.2  | –   | –   | 6.0  |  |  |  |
| Tukuy Rikuq                   | 1 jun–8 jul 2022  | 3960 | 19.6 | 18.2 | 6.1  | 8.2  | 15.5 | 8.8  | 16.5 | –   | –   | 1.4  |  |  |  |
| Grupo Ricuy                   | 16–25 jun 2022    | 4952 | 31.6 | 19.2 | 11.0 | 7.5  | 5.9  | 5.5  | 3.2  | 3.0 | –   | 12.4 |  |  |  |
| GyM Sur Perú                  | 13–24 jun 2022    | 2746 | 25.3 | 6.0  | 16.5 | 7.6  | 3.6  | 13.5 | 3.6  | 2.2 | –   | 8.8  |  |  |  |
| Cimec Kipu/Visión Andina      | 2–6 jun 2022      | 1228 | 29.4 | 13.2 | 15.3 | 10.0 | –    | 2.7  | 14.1 | 4.7 | –   | 14.1 |  |  |  |
| INTI/Andino                   | 30 may–5 jun 2022 | 1100 | 20.9 | 8.5  | 17.8 | 13.2 | 9.2  | 7.8  | 13.5 | –   | –   | 3.1  |  |  |  |
| Ojo de Águila                 | 2–31 may 2022     | 3950 | 19.6 | 18.2 | 8.8  | 6.1  | 16.5 | 8.2  | 15.5 | –   | –   | 1.4  |  |  |  |
| INTI/Andino                   | 15–25 may 2022    | 1500 | 20.0 | 10.7 | 16.9 | 13.6 | 7.9  | 10.1 | 12.8 | –   | –   | 3.1  |  |  |  |
| Ingeser M&E                   | 16–20 may 2022    | 458  | 27.1 | 10.9 | 13.6 | 16.9 | 10.5 | 24.7 | –    | –   | –   | 2.4  |  |  |  |
| Tukuy Rikuq                   | 2–20 may 2022     | 3200 | 22.9 | 16.7 | 15.0 | 4.7  | 18.3 | 7.8  | 14.6 | –   | –   | 4.6  |  |  |  |
| Grupo Ricuy                   | 9–19 may 2022     | 4952 | 29.8 | 16.4 | 14.2 | 7.1  | 5.7  | 5.2  | –    | –   | –   | 13.4 |  |  |  |
| INTI/Andino                   | 2–12 may 2022     | 3825 | 21.9 | 15.4 | 17.2 | 7.3  | 14.4 | 8.4  | 9.1  | –   | –   | 4.7  |  |  |  |
| Ojo de Águila                 | 18–29 abr 2022    | 2850 | 19.8 | 17.9 | 17.5 | 6.0  | 17.7 | 11.1 | –    | –   | –   | 1.9  |  |  |  |
| Cimec Kipu/Radio Tumi         | 20–22 ene 2022    | 806  | 29.2 | –    | 17.6 | 16.0 | –    | 3.1  | –    | –   | –   | 11.6 |  |  |  |
| INTI/Sin Fronteras            | 4–8 ene 2022      | 2850 | 22.1 | –    | 15.2 | 11.9 | –    | 8.5  | –    | –   | –   | 6.9  |  |  |  |

### Preferencias de voto
La siguiente tabla enumera las preferencias de voto en bruto (incluyendo blancos, viciados y sin respuesta) y no ponderadas.
| Encuestadora/Medio            | Fecha             | Muestra | Richard Hancco | Jhomar Tonconi | Hugo Quinto | Wilber Cutipa | Hugo Tapara | Hugo Supo | Adolfo Iruri | Fernando Salas | Irene Carcausto | B/V  | NS/NO | Dif. |  |  |  |  |
| ----------------------------- | ----------------- | ------- | -------------- | -------------- | ----------- | ------------- | ----------- | --------- | ------------ | -------------- | --------------- | ---- | ----- | ---- |  |  |  |  |
| Encuestadora/Medio            | Fecha             | Muestra |                |                |             |               |             |           |              |                |                 |      |       |      |  |  |  |  |
| Elecciones regionales de 2022 | 2 oct 2022        | —       | 27.6           | 14.5           | 11.6        | 7.2           | 6.4         | 5.9       | 4.2          | 2.5            | 1.4             | 18.8 | –     | 13.1 |  |  |  |  |
|                               |                   |         |                |                |             |               |             |           |              |                |                 |      |       |      |  |  |  |  |
| Grupo Ricuy                   | 19–24 sep 2022    | ?       | 29.0           | 14.3           | 12.3        | 9.5           | 2.9         | 10.3      | 1.6          | 0.7            | 1.4             | –    | 18.0  | 14.7 |  |  |  |  |
| iConn Perú                    | 18–23 sep 2022    | ?       | 24.5           | 13.1           | 10.0        | 9.0           | 4.3         | 9.7       | –            | –              | 2.4             | –    | 24.5  | 11.4 |  |  |  |  |
| Grupo Ricuy                   | 12–18 sep 2022    | 6101    | 24.1           | 13.1           | 11.5        | 8.2           | 4.3         | 8.0       | 2.3          | 1.5            | 1.0             | –    | 26.1  | 11.0 |  |  |  |  |
| Ingeser M&E                   | 4–10 sep 2022     | 350     | 22.3           | 15.9           | 21.3        | 7.6           | –           | 6.5       | –            | –              | –               | –    | 26.4  | 1.0  |  |  |  |  |
| Grupo Ricuy                   | 6–11 sep 2022     | 6101    | 15.6           | 12.0           | 9.0         | 8.9           | 4.5         | 8.0       | 0.8          | 2.8            | 1.6             | –    | 36.8  | 3.6  |  |  |  |  |
| iConn Perú                    | 1–4 sep 2022      | 2706    | 14.2           | 14.3           | 9.4         | 6.4           | 3.6         | –         | –            | –              | 2.1             | –    | 43.0  | 0.1  |  |  |  |  |
| Tukuy Rikuq                   | 1–31 ago 2022     | 3820    | 19.5           | 9.9            | 15.6        | 10.5          | 5.6         | 5.2       | 4.5          | –              | –               | –    | 29.2  | 3.9  |  |  |  |  |
| Cimec Kipu                    | 25–28 ago 2022    | 1228    | 22.4           | 9.3            | 14.5        | 6.6           | –           | –         | 5.8          | –              | –               | –    | 37.1  | 7.9  |  |  |  |  |
| GyM Sur Perú                  | 21–27 ago 2022    | 2978    | 12.8           | 12.9           | 4.6         | 4.6           | 2.2         | 5.5       | 2.9          | 0.8            | –               | –    | 53.7  | 0.1  |  |  |  |  |
| INTI                          | 1–18 ago 2022     | 385     | 21.5           | 5.7            | 10.8        | 6.1           | –           | –         | –            | 6.4            | –               | –    | –     | 10.7 |  |  |  |  |
| Ojo de Águila                 | 1–13 ago 2022     | 2600    | 15.5           | 10.5           | 6.6         | 6.2           | 11.6        | 5.5       | 9.9          | –              | –               | –    | 31.3  | 3.9  |  |  |  |  |
| Apuwara                       | 1–12 ago 2022     | 435     | 14.6           | 7.5            | 5.7         | 5.2           | –           | –         | –            | 5.9            | –               | –    | –     | 7.1  |  |  |  |  |
| iConn Perú                    | 1–6 ago 2022      | 2706    | 14.4           | 11.1           | 7.4         | 5.5           | 3.7         | 5.9       | 2.9          | –              | –               | –    | 44.6  | 3.3  |  |  |  |  |
| INTI                          | 14–15 jul 2022    | 950     | 14.6           | 4.8            | 12.9        | 5.9           | –           | –         | 5.2          | 5.7            | –               | –    | –     | 1.7  |  |  |  |  |
| Tukuy Rikuq                   | 1 jun–8 jul 2022  | 3960    | 12.5           | 11.6           | 3.9         | 5.2           | 9.9         | 5.6       | 10.5         | –              | –               | –    | 36.3  | 0.9  |  |  |  |  |
| Grupo Ricuy                   | 16–25 jun 2022    | 4952    | 16.4           | 9.9            | 5.7         | 3.9           | 2.8         | 3.0       | 1.6          | 1.5            | –               | –    | 48.2  | 6.5  |  |  |  |  |
| GyM Sur Perú                  | 13–24 jun 2022    | 2746    | 7.8            | 1.9            | 5.1         | 2.4           | 1.1         | 4.2       | 1.1          | 0.7            | –               | –    | 69.0  | 2.7  |  |  |  |  |
| INTI/Andino                   | 10–23 jun 2022    | 650     | 15.5           | –              | 12.8        | 11.3          | –           | –         | 6.4          | 6.9            | –               | –    | –     | 2.7  |  |  |  |  |
| INTI/Andino                   | 10–17 jun 2022    | 650     | 15.2           | –              | 12.9        | –             | 6.7         | 11.4      | –            | –              | –               | –    | –     | 2.3  |  |  |  |  |
| Cimec Kipu/Visión Andina      | 2–6 jun 2022      | 1228    | 15.6           | 7.5            | 8.1         | 5.3           | –           | 1.4       | 7.0          | 2.5            | 3.6             | –    | 43.6  | 7.5  |  |  |  |  |
| INTI/Andino                   | 30 may–5 jun 2022 | 1100    | 15.1           | 6.1            | 12.8        | 9.5           | 6.6         | 5.6       | 9.7          | –              | –               | –    | 27.9  | 2.3  |  |  |  |  |
| Ojo de Águila                 | 2–31 may 2022     | 3950    | 12.5           | 11.6           | 5.6         | 3.9           | 10.5        | 5.2       | 9.9          | –              | –               | –    | 36.3  | 0.9  |  |  |  |  |
| INTI/Andino                   | 15–25 may 2022    | 1500    | 14.9           | 8.0            | 12.6        | 10.1          | 5.9         | 7.5       | 9.5          | –              | –               | –    | 25.5  | 2.3  |  |  |  |  |
| Ingeser M&E                   | 16–20 may 2022    | 458     | 8.0            | 4.3            | 4.0         | 5.0           | 3.1         | 7.3       | –            | –              | –               | –    | 60.5  | 0.7  |  |  |  |  |
| Tukuy Rikuq                   | 2–20 may 2022     | 3200    | 15.2           | 11.1           | 10.0        | 3.1           | 12.2        | 5.2       | 9.7          | –              | –               | –    | 33.5  | 3.0  |  |  |  |  |
| Grupo Ricuy                   | 9–19 may 2022     | 4952    | 16.2           | 8.9            | 7.7         | 3.8           | 3.1         | 2.8       | –            | –              | –               | –    | 45.8  | 7.3  |  |  |  |  |
| INTI/Andino                   | 2–12 may 2022     | 3825    | 13.5           | 9.5            | 10.6        | 4.5           | 8.9         | 5.2       | 5.6          | –              | –               | –    | 38.3  | 2.9  |  |  |  |  |
| Ojo de Águila                 | 18–29 abr 2022    | 2850    | 10.2           | 9.2            | 9.0         | 3.1           | 9.1         | 5.7       | –            | –              | –               | –    | 48.5  | 1.0  |  |  |  |  |
| Cimec Kipu/Radio Tumi         | 20–22 ene 2022    | 806     | 15.4           | –              | 9.3         | 8.5           | –           | 1.6       | –            | –              | –               | –    | 43.4  | 6.1  |  |  |  |  |
| INTI/Sin Fronteras            | 4–8 ene 2022      | 2850    | 14.1           | –              | 9.7         | 7.6           | –           | 5.4       | –            | –              | –               | –    | 36.1  | 4.4  |  |  |  |  |
| INTI/Sin Fronteras            | 6–11 dic 2021     | 512     | 11.3           | –              | 1.1         | –             | –           | 2.0       | –            | –              | –               | –    | 72.3  | 9.3  |  |  |  |  |
| Grupo Ricuy                   | 1–5 dic 2021      | 937     | 4.3            | –              | 1.1         | –             | –           | 1.0       | –            | –              | –               | –    | 85.2  | 3.2  |  |  |  |  |

## Resultados

### Gobierno Regional de Puno
|                      | Richard Hancco Soncco  | Reforma y Honradez por Más Obras (RH+OBRAS)            | 213,312 | 33.94 |  |  |  |
|                      | Jhomar Tonconi Quispe  | Movimiento de Integración y Revolución Andina (MIRA)   | 112,254 | 17.86 |  |  |  |
|                      | Hugo Quinto Huamán     | Moral y Desarrollo (MyD)                               | 89,532  | 14.25 |  |  |  |
|                      | Wilber Cutipa Alejo    | Somos Pueblo (Somos Pueblo)                            | 55,834  | 8.88  |  |  |  |
|                      | Hugo Tapara Saya       | Gestionando Obras y Oportunidades con Liderazgo (GOOL) | 49,176  | 7.82  |  |  |  |
|                      | Hugo Supo Típula       | Frente Amplio para el Desarrollo del Pueblo (FADEP)    | 45,631  | 7.26  |  |  |  |
|                      | Adolfo Iruri Dávila    | Perú Libre (PL)                                        | 32,559  | 5.18  |  |  |  |
|                      | Fernando Salas Tapia   | Frente de la Esperanza (FE)                            | 19,218  | 3.06  |  |  |  |
|                      | Irene Carcausto Huanca | Alianza para el Progreso (APP)                         | 10,960  | 1.74  |  |  |  |
|                      |                        |                                                        |         |       |  |  |  |
| Total                | Total                  | Total                                                  | 628,476 |       |  |  |  |
|                      |                        |                                                        |         |       |  |  |  |
| Votos válidos        | Votos válidos          | Votos válidos                                          | 628,476 | 81.22 |  |  |  |
| Votos en blanco      | Votos en blanco        | Votos en blanco                                        | 77,417  | 10.01 |  |  |  |
| Votos nulos          | Votos nulos            | Votos nulos                                            | 67,888  | 8.77  |  |  |  |
| Votos emitidos       | Votos emitidos         | Votos emitidos                                         | 773,781 | 82.47 |  |  |  |
| Abstenciones         | Abstenciones           | Abstenciones                                           | 164,484 | 17.53 |  |  |  |
| Votantes registrados | Votantes registrados   | Votantes registrados                                   | 938,265 |       |  |  |  |
|                      |                        |                                                        |         |       |  |  |  |
| Fuente:              |                        |                                                        |         |       |  |  |  |

### Consejo Regional de Puno

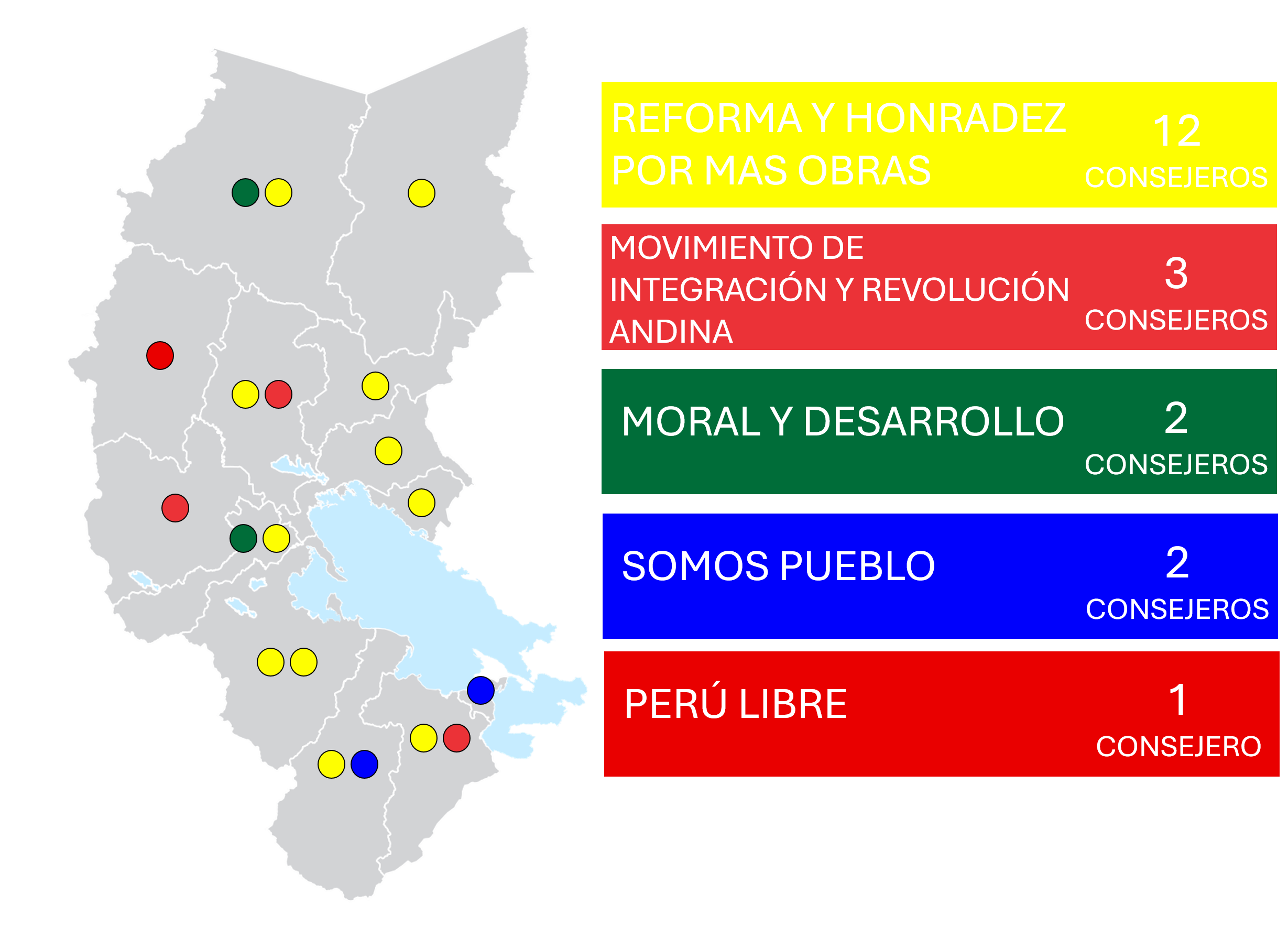
Distribución de escaños por provincias.

#### Sumario general
|                        |                                                        |              |              |              |         |         |  |
| Partidos y coaliciones | Partidos y coaliciones                                 | Voto popular | Voto popular | Voto popular | Escaños | Escaños |  |
| Partidos y coaliciones | Partidos y coaliciones                                 | Votos        | %            | ±pp          | Total   | +/−     |  |
|                        | Reforma y Honradez por Más Obras (RH+OBRAS)            | 168,538      | 29.26        | Nuevo        | 11      | +11     |  |
|                        | Movimiento de Integración y Revolución Andina (MIRA)   | 102,830      | 17.85        | Nuevo        | 3       | +3      |  |
|                        | Moral y Desarrollo (MyD)                               | 78,472       | 13.62        | +5.00        | 2       | +1      |  |
|                        | Somos Pueblo (Somos Pueblo)                            | 63,972       | 11.10        | Nuevo        | 2       | +2      |  |
|                        | Frente Amplio para el Desarrollo del Pueblo (FADEP)    | 45,381       | 7.88         | –7.97        | 0       | –2      |  |
|                        | Perú Libre (PL)                                        | 38,267       | 6.64         | Nuevo        | 1       | +1      |  |
|                        | Gestionando Obras y Oportunidades con Liderazgo (GOOL) | 36,790       | 6.39         | Nuevo        | 0       | ±0      |  |
|                        | Frente de la Esperanza (FE)                            | 22,231       | 3.86         | Nuevo        | 0       | ±0      |  |
|                        | Poder Andino (PA)                                      | 11,191       | 1.94         | –13.64       | 0       | –3      |  |
|                        | Alianza para el Progreso (APP)                         | 8,407        | 1.46         | –4.85        | 0       | –1      |  |
|                        |                                                        |              |              |              |         |         |  |
| Total                  | Total                                                  | 576,079      |              |              | 19      | ±0      |  |
|                        |                                                        |              |              |              |         |         |  |
| Votos válidos          | Votos válidos                                          | 576,079      | 74.45        | +4.91        |         |         |  |
| Votos en blanco        | Votos en blanco                                        | 130,577      | 16.88        | –3.73        |         |         |  |
| Votos nulos            | Votos nulos                                            | 67,125       | 8.67         | –1.18        |         |         |  |
| Votos emitidos         | Votos emitidos                                         | 773,781      | 82.47        | –1.33        |         |         |  |
| Abstenciones           | Abstenciones                                           | 164,484      | 17.53        | +1.33        |         |         |  |
| Votantes registrados   | Votantes registrados                                   | 938,265      |              |              |         |         |  |
|                        |                                                        |              |              |              |         |         |  |
| Fuente:                |                                                        |              |              |              |         |         |  |

#### Resultados por provincia
| Provincia             | RH+O     | RH+O | MIRA | MIRA | MyD  | MyD | SOP  | SOP | FADEP | FADEP | PL   | PL   | GOOL | GOOL | FE  | FE  | PA   | PA | APP | APP |   |
| Provincia             | %        | E    | %    | E    | %    | E   | %    | E   | %     | E     | %    | E    | %    | E    | %   | E   | %    | E  | %   | E   |   |
| --------------------- | -------- | ---- | ---- | ---- | ---- | --- | ---- | --- | ----- | ----- | ---- | ---- | ---- | ---- | --- | --- | ---- | -- | --- | --- | - |
| Provincia             | Azángaro | 38.9 | 1    | 29.8 | 1    | 5.7 | –    | 4.1 | –     | 2.8   | –    | 16.8 | –    |      |     | 1.1 | –    |    |     | 0.9 | – |
| Carabaya              | 20.9     | 1    | 20.4 | –    | 24.0 | 1   | 7.1  | –   | 7.3   | –     | 4.9  | –    | 12.7 | –    | 1.9 | –   |      |    | 0.8 | –   |   |
| Chucuito              | 40.1     | 1    | 34.3 | 1    | 4.2  | –   | 9.0  | –   | 2.0   | –     |      |      | 8.6  | –    | 1.0 | –   |      |    | 0.8 | –   |   |
| El Collao             | 29.1     | 1    | 10.9 | –    | 7.6  | –   | 23.1 | 1   | 8.7   | –     | 2.7  | –    | 11.9 | –    | 4.4 | –   |      |    | 1.4 | –   |   |
| Huancané              | 32.1     | 1    | 14.4 | –    | 9.4  | –   | 16.8 | –   | 22.4  | –     |      |      |      |      | 3.7 | –   |      |    | 1.4 | –   |   |
| Lampa                 | 23.0     | –    | 29.4 | 1    | 24.7 | –   | 6.5  | –   |       |       |      |      | 13.5 | –    | 2.0 | –   |      |    | 0.9 | –   |   |
| Melgar                | 19.8     | –    | 6.3  | –    | 18.6 | –   | 17.3 | –   | 6.5   | –     | 29.4 | 1    | 4.8  | –    | 3.4 | –   |      |    | 1.2 | –   |   |
| Moho                  | 38.6     | 1    | 17.0 | –    |      |     | 20.9 | –   | 4.8   | –     |      |      | 10.2 | –    | 1.7 | –   |      |    | 6.7 | –   |   |
| Puno                  | 35.4     | 2    | 12.3 | –    | 11.1 | –   | 7.4  | –   | 8.0   | –     | 5.3  | –    | 5.0  | –    | 3.8 | –   | 10.2 | –  | 1.5 | –   |   |
| San Antonio de Putina | 24.4     | 1    | 22.7 | –    | 15.3 | –   | 12.6 | –   | 8.5   | –     |      |      | 13.9 | –    | 2.7 | –   |      |    |     |     |   |
| San Román             | 21.3     | 1    | 14.4 | –    | 22.2 | 1   | 10.9 | –   | 8.8   | –     | 6.9  | –    | 5.3  | –    | 8.1 | –   |      |    | 2.1 | –   |   |
| Sandia                | 41.7     | 1    | 27.8 | –    | 3.5  | –   | 3.2  | –   | 6.3   | –     |      |      | 15.9 | –    | 0.8 | –   |      |    | 0.9 | –   |   |
| Yunguyo               | 10.1     | –    | 4.5  | –    | 11.2 | –   | 38.5 | 1   | 21.6  | –     | 8.8  | –    | 3.6  | –    | 0.8 | –   |      |    | 0.7 | –   |   |
| Total                 | 29.3     | 11   | 17.8 | 3    | 13.6 | 2   | 11.1 | 2   | 7.9   | –     | 6.6  | 1    | 6.4  | –    | 3.9 | –   | 1.9  | –  | 1.5 | –   |   |

### Autoridades electas
| Cargo                                                  | Autoridad electa | Autoridad electa               | Partido político | Partido político                              |
| ------------------------------------------------------ | ---------------- | ------------------------------ | ---------------- | --------------------------------------------- |
| Gobernador Regional de Puno                            |                  | Richard Hancco Soncco          |                  | Reforma y Honradez por Más Obras              |
| Vicegobernadora Regional de Puno                       |                  | Eladia Margot De La Riva Valle |                  | Reforma y Honradez por Más Obras              |
| Consejero Regional de Puno (por Azángaro)              |                  | Percy Mamani Vargas            |                  | Reforma y Honradez por Más Obras              |
| Consejero Regional de Puno (por Azángaro)              |                  | Reylando Choquehuanca Rivera   |                  | Movimiento de Integración y Revolución Andina |
| Consejero Regional de Puno (por Carabaya)              |                  | Héctor Aguilar Narvaez         |                  | Moral y Desarrollo                            |
| Consejero Regional de Puno (por Carabaya)              |                  | Víctor Tacuri Idme             |                  | Reforma y Honradez por Más Obras              |
| Consejero Regional de Puno (por Chucuito)              |                  | Basilio Mendoza Uriate         |                  | Reforma y Honradez por Más Obras              |
| Consejero Regional de Puno (por Chucuito)              |                  | Abad Vizcarra Estrella         |                  | Movimiento de Integración y Revolución Andina |
| Consejero Regional de Puno (por El Collao)             |                  | Wido Condori Castillo          |                  | Reforma y Honradez por Más Obras              |
| Consejero Regional de Puno (por El Collao)             |                  | Walker Mamani Ururi            |                  | Somos Pueblo                                  |
| Consejera Regional de Puno (por Huancané)              |                  | Leyder Puma Ojeda              |                  | Reforma y Honradez por Más Obras              |
| Consejero Regional de Puno (por Lampa)                 |                  | Wilber Aquice Aquice           |                  | Movimiento de Integración y Revolución Andina |
| Consejero Regional de Puno (por Melgar)                |                  | Esteban Mamani Quispe          |                  | Perú Libre                                    |
| Consejero Regional de Puno (por Moho)                  |                  | Elvis Aliaga Payehuanca        |                  | Reforma y Honradez por Más Obras              |
| Consejero Regional de Puno (por Puno)                  |                  | Alfredo Ucharico Uruchi        |                  | Reforma y Honradez por Más Obras              |
| Consejera Regional de Puno (por Puno)                  |                  | Giorni Bautista Ticona         |                  | Reforma y Honradez por Más Obras              |
| Consejero Regional de Puno (por San Antonio de Putina) |                  | Jaime Perlas Hancco            |                  | Reforma y Honradez por Más Obras              |
| Consejera Regional de Puno (por San Román)             |                  | María Mamani Apaza             |                  | Moral y Desarrollo                            |
| Consejero Regional de Puno (por San Román)             |                  | Percy Quispe Miranda           |                  | Reforma y Honradez por Más Obras              |
| Consejero Regional de Puno (por Sandia)                |                  | Concepción Aguirre Ccaso       |                  | Reforma y Honradez por Más Obras              |
| Consejero Regional de Puno (por Yunguyo)               |                  | Rolando Rivera Zevallos        |                  | Somos Pueblo                                  |